# Kanton Bandrele
Der Kanton Bandrele (französisch Canton de Bandrélé) ist ein ehemaliger Kanton im französischen Übersee-Département Mayotte, der von 1977 bis 2015 bestand und genau das Gebiet der Gemeinde Bandrele umfasste. Vertreter im Generalrat von Mayotte war von 2011 bis 2015 Camille Abdullahi.